# Rekkared II.
Rekkared II. († März 621) war König der Westgoten im Februar/März 621.
Rekkared war der Sohn und Nachfolger des im Februar 621 gestorbenen Königs Sisebut. Er war bei seinem Regierungsantritt noch ein Kind und starb schon nach wenigen Tagen im März 621. Die westgotische Königsliste gibt ihm eine Regierungszeit von einem Jahr, zwei Monaten und zehn Tagen; dies ist wohl dadurch zu erklären, dass er schon zu Lebzeiten seines Vaters zum fiktiven „Mitherrscher“ bestimmt wurde (Ende 619 oder Anfang 620), womit Sisebut ihm die Thronfolge sichern wollte. Mit Rekkareds Tod scheiterte Sisebuts Versuch einer Dynastiegründung.